# San Sebastián Tutla
San Sebastián Tutla (del náhuatl: Tulli, tla ‘Tules, abundancia’‘Donde abundan los tules’) es una población del estado mexicano de Oaxaca, que forma parte de la Zona metropolitana de Oaxaca y se encuentra conurbada con la ciudad de Oaxaca de Juárez, capital del estado. Es cabecera del municipio del mismo nombre.

## Localización y demografía
La población de San Sebastián Tutla se encuentra localizada en las coordenadas geográficas 17°03′30″N 96°40′19″O / 17.05833, -96.67194 y tiene una altitud de 1 543 metros sobre el nivel del mar. Se encuentra localizado al este de las ciudades de Oaxaca de Juárez y de Santa Lucía del Camino y al sur de la población de San Francisco Tutla de la que la separa la Carretera Federal 190 que es su principal vía de comunicación, en adición de otras vialidades como el Camino Nacional y la Av. Ferrocarril.
Se encuentra en la zona norte de su término municipal, que se encuentra fraccionado en dos territorios, por lo que la otra población del municipio, El Rosario, se encuentra separada del mismo por territorio del municipio de Santa Cruz Amilpas.
De acuerdo al Censo de Población y Vivienda realizado en 2010 por el Instituto Nacional de Estadística y Geografía, la población total de San Sebastián Tutla es de 4 534 personas, de las que 2 123 son hombres y 2 411 son mujeres.